# Всесвітній день продовольства

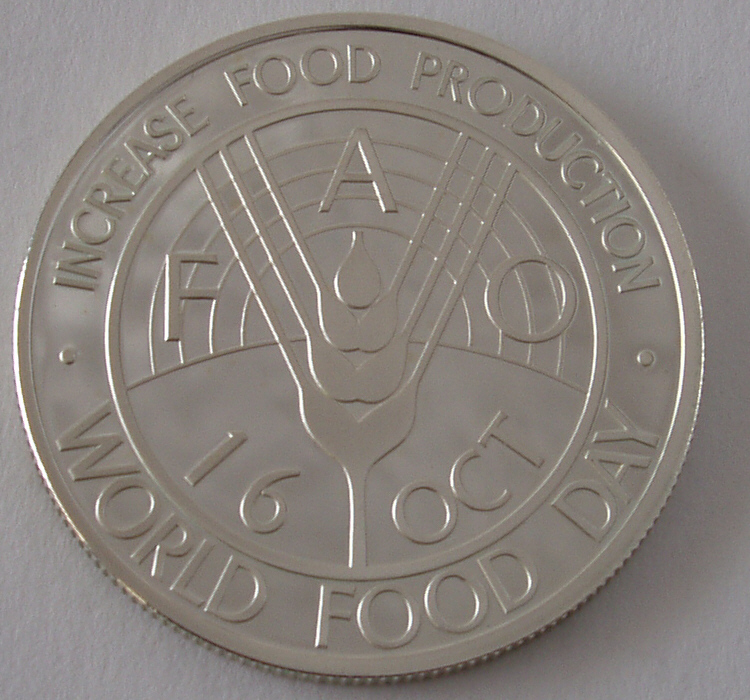
Монета номіналом 500 афгані Демократичної Республіки Афганістан 1981 року присвячена Всесвітньому дню продовольства. Реверс

Всесві́тній день продово́льства (англ. World Food Day, ісп. Día Mundial de la Alimentación, фр. la Journée de Nations Unies pour la coopération Sud-Sud) — день, який 1979 року встановила Конференція ФАО (під таким скороченням відома Продовольча та сільськогосподарська організація ООН). Відзначається щороку 16 жовтня, оскільки ФАО було засновано 16 жовтня 1945 року.
Метою проведення Всесвітнього дня продовольства визначено підвищення рівня поінформованості населення щодо світової продовольчої проблеми та укріплення солідарності у боротьбі з голодом, недоїданням і злиднями.

## Походження
Світовий день їжі (СДЇ) був встановлений країнами-членами Організації Об'єднаних Націй з питань харчування та сільського господарства (ФАО) під час їх 20-ї загальної конференції у листопаді 1979 року. Ця ініціатива виникла під впливом угорської делегації, яку очолював колишній міністр сільського господарства та продовольства доктор Пал Романя. У рамках 20-ї сесії конференції ФАО вони запропонували ідею відзначати СДЇ у всьому світі, яка з тих пір отримала широку підтримку. Цей день відзначається щороку у більш ніж 150 країнах, допомагаючи підвищити усвідомлення наслідків глобальних проблем бідності та голоду.